# إيشغة سو (شوط)
إيشغة سو هي قرية في مقاطعة شوط‌، إيران. عدد سكان هذه القرية هو 94 في سنة 2006.